# Мисловна карта
Мисловните карти (на английски: Mind Map – „интелектуални карти“, „карти на знанието“) са удобен начин за изобразяване процеса на общото системно мислене с помощта на схема.
Те представляват диаграми, използвани за визуално представяне на информация (идеи, задачи, цели), свързана чрез ключова дума или идея. Могат да се използват за генериране, структуриране и нагледно представяне на идеи, както и като помощно средство за обучение и организиране на информация, разрешаване на конкретен проблем или вземане на решения.
Основани са на използването на една централна идея, от която се разклоняват асоциираните с нея идеи или категории, като всяка отделна идея е представена чрез ключова дума и визуални елементи (изображения, цветове, схеми, форми). Отделните категории представляват семантични връзки между части от информацията.
Мисловните карти се основават на използването на нелинейното, лъчисто мислене. По този начин, използвайки система от думи, изображения, числа, логика и цвят, се отключват скрити възможности на мозъка и се повишава капацитета му, подпомагат се способностите на мозъка за планиране, организиране и запаметяване.
Мисловните карти са проста и ефективна техника, която намира приложение в личния живот, обучението и бизнеса. Използват се от ученици, студенти, преподаватели, бизнесмени.

## Произход и популяризиране на мисловните карти
Терминът „мисловна карта“, както и подходът за съставянето ѝ, е на известния британският психолог и автор Тони Бюзан и се появява в края на 60-те години на 20 век, първоначално разработен като начин за по-бързо усвояване на знания.
Той е един от водещите специалисти в света в областта на визуалното мислене и водещ лектор на тема мозък и учене. Мисловните карти са визуално представяне на мисловния процес и бързо стават популярни като творческа, иновативна и ефективна алтернатива на линейните записки. Те са адаптивен инструмент за почти всичко: планиране, организиране, създаване, представяне, решаване на проблеми, комуникация и метод за запомняне на информация.
По света над 250 милиона души използват Мисловните карти. Много от компаниите като NASA, Microsoft, Boeng, IBM, Toyota използват Мисловните карти за управление на процеси, ресурси, разработване на нови продукти и идеи. Вече и в България има фирми, които предлагат обучение за Мисловни карти, водено от лицензирани инструктори. Все повече излизат на пазара книги насочени в тази област. Такава книга е „Твоят ум може всичко“ на Тони Бюзан. Тя е основополагащата книга от поредицата на Тони Бюзан за усъвършенстване на ума.

## Същност и характеристики на мисловните карти
Разработката на Мисловните карти се основава на изводите от изследванията на мозъка, че:
- дясното полукълбо на човешкия мозък са разположени центровете, които отговарят за въображението, цветове, ритъма, пространство, а лявото полукълбо – числа, думи, логика, последователност, линейност, анализ.
- човешкия мозък реагира на звуци, език (думи, цифри, символи), цветове, изображения, ориентация в пространството, ритъм, логика (време, асоциации, линейност).

Основавайки се на тези заключения Тони Бюзан предлага опростен набор от правила, чрез които могат да се свържат отделни информационни блокове в цялостна картина, като го дефинира като мисловна карта. Чрез нея информацията се визуализира, което позволява по-доброто ѝ възприемане и разбиране, като се създават асоциации между думи, фигури, цветове пространственост и т.н.
Мисловната карта е графичен метод за визуализация на присъщото за човешкия ум лъчисто мислене и има четири основни характеристики:
1. Обектът (или идеята), за който се съставя картата се поставя в центъра;
2. Основните разсъждения излизат от централното понятие като клони;
3. Клоните включват ключово изображение или ключова дума, изписани върху свързана с централното понятие линия. Второстепенните теми също се изобразяват като разклонения на клоните от по-високото ниво;
4. Клоните се свързват в мрежовидна структура.

Mисловната карта може да бъде дефинирана като метод за графично представяне на процеса на общото системно мислене и нелинеен начин за установяване на приоритети, генериране, обработване, анализиране, съхраняване и споделяне на информация, както и за обобщаване на знание чрез обработване и анализиране на поток от информация и стимулиране на логиката и творчеството.

## Правила и препоръки за създаване на мисловни карти
Основни насоки
- Да се използва бял лист хартия минимум А4, разположен хоризонтално. Колкото по-голям е листът, толкова по-добре.
- В центъра му разположете образ на проблема/задачата/централната идея.
- От центъра излизат дебели разклонения с асоциации към централната идея (определени думи, изображения, символи) – те означават главните раздели на картата.
- Централните клони винаги да са по-плътни от останалите.
- Желателно е да се използват печатни букви за разклоненията или съответстващи им графични елементи.
- Основните разклонения имат подразклонения, свързани с ключови думи. Те са с по-тънки линии и с по-малка големина на ключовите думи.
- Дължината на линията да съответства на дължината на думите.
- Да се използват линии, наподобяващи клони (органични линии). Кривите линии добавят разнообразие в картата, намаляват монотонността и са по-лесни за запомняне.
- Да се използва различен цвят за всяко отделно разклонение и да се оставя достатъчно разстояние между тях. Да се използват поне три различни цвята.
- По възможност се вмъква разнообразна визуална декорация – форми, цветове, обем, шрифт, стрелки, изображения.
- Добре е да се използват колкото се може повече изображения – вместо думи или като добавка към тях.
- Добре е да се изработи индивидуален стил.

Препоръки
- Да се подготви спокойна работна среда с подредени материали и без психическо натоварване на мозъка.
- За предпочитане е да се създаде собствена форма за главната идея, а не да се използва готова рамка или форма. Това подпомага по-лесното запомняне на информацията.
- Да се задават въпроси, за да се оформят по-лесно отделните разклонения – какво, кога, къде, как, защо. Това е естественият начин, по които мозъкът събира информация.
- Може да се добавят празни линии, ако мисълта блокира.
- Добавянето на изображения подпомага увеличаването на възможностите за асоциации.
- Да се преглеждат и правят бързи проверки на мисловните карти през определени периоди от време.
- Стремете се да правите всяка следваща мисловна карта по-красива, артистична, цветна и обемна.
- Забавлявайте се. Добавяйте малко хумор или преувеличение, където е възможно.

## Приложение
Mисловните карти могат да бъдат използвани за личностно развитие, планиране, обучение и бизнес цели.
Предполага се, че използване на мисловни карти може да увеличи ефективността при обучение с 15% в сравнение с използване на традиционните средства за водене на записки.
Според класацията на сп. „Fortune“ : софтуерни инструменти за мисловно картиране се прилагат в 500-те най-големи компании в света – BBC, Google, Harper Collins, Hewlett Packard, IBM, Intel, Merrill Lynch, Microsoft, NASA, Oxford University Press, Procter & Gamble, Rolls Royce, Tesco, Toyota, United States Air Force, Vodafone, Walt Disney и други.
Методът на мисловните карти може да бъде приложен при:
- водене на записки и подготовка за изпит, като помощно средство за активно обучение
- генериране на идеи и мозъчна атака (brainstorming)
- формулиране и разрешаване на задачи и проблеми и създаване на план за действие
- представяне на връзки между отделни обекти или действия
- сътрудничество
- обединяване на думи и графични елементи
- творческа изява
- систематизиране на обемна информация в кратка и лесна за запомняне форма
- средство за подобряване на паметта и мисловния процес
- изграждане на екип
- представяне на информация (подготовка на презентация, доклад или реч)
- управление на времето
- маркетинг планиране
- анализи
- управление на проекти
- организиране на събития

Области на приложение на софтуера за мисловно картиране според изследване на потребители на софтуер за мисловно картиране, проведено през 2010 г.

## Галерия
|                  |
| Урок по геология |

|             |
| 3Challendge |

|                 |
| Tennis mind map |

|                  |
| mind map example |

|                          |
| Doing things differently |

Други примери за мисловни карти
- Art&Design (Image Credit: Ian Gowdie) Архив на оригинала от 2013-12-30 в Wayback Machine.
- How Might Our Buildings Combine With Nature (Image Credit: Paul Foreman) Архив на оригинала от 2014-07-27 в Wayback Machine.
- L’art Invisible(Image Credit: Marion Charreau)
- Metaphore Sur Le Cerveau(Image Credit: Philippe Boukobza)
- The Art Of Mind Mapping(Image Credit: Thum Cheng Cheong)
- Rules Mind (Image Credit: Thum Cheng Cheong)
- Who Moved My Cheese (Image Credit: Thum Cheng Cheong)
- Get Ready For Exams (Image Credit: Jane Genovese)
- Mind Skills(Image Credit: Shev Gul)
- Matt Bacak(Image Credit: Matt Bacak) Архив на оригинала от 2013-08-12 в Wayback Machine.

## Инструменти за създаване на мисловни карти
Мисловните карте могат да бъдат бъдат съставяни ръчно или с помощна на софтуерни приложения.
Съществуват много софтуерни продукти, улесняващи създаването на мисловни карти под формата на десктоп приложения или онлайн уеб инструменти. Те позволяват организирането на големи количества информация, съчетана с пространствената организация и динамично йерархично структуриране. Софтуерни инструменти могат да разширят концепцията за мисловни карти допълнително, правейки възможно свързването на ключовите идеи с информация от личните компютри или интернет, като документи, таблици, снимки и Интернет сайтове.

Те предлагат на потребителите инструменти както за много сложни схеми и карти, така и по-семпи, като обикновена бяла дъска, върху която всеки може да се развихри въображението си. Някои позволяват и ефективно сътрудничество с други хора по време на работа с инструмента.
По-долу са представени основните предимства и недостатъци на двата метода за съставяне на мисловни карти:
| метод на създаване | рисуване на ръка | с компютърен софтуер |
| ------------------ | --- | --- |
| Предимства         | - Не изисква финансова инвестиция - Няма ограничения в дизайн, оформление и разположение и въображението може да се развихри - Може да бъде създадена по всяко време и навсякъде при наличие на хартия и молив. - Всяка мисловна карта е уникална - Подпомага креативността и творческото представяне на идеите | - Възможност за свързване на информация в различни формати и с различно местоположение - Лесна промяна на мисловните карти – добавяне, триене на елементи, цялостна промяна - Лесно създаване на шаблони за подобни теми - Няма ограничение в размера - Позволява лесна работа в екип и сътрудничество в реално време и след създаването на картата - Интеграция с други софтуерни програми |
| Недостатъци        | - Единствения начин за дигитално съхранение е чрез сканиране на документа - Не могат да се правят съществени промени по съставената вече карта - Ограничение в размера на използваната хартия - Възможно е сътрудничество и работа в екип единствено ако всички участници са заедно по едно и също време        | - Висока цена на комерсиалните продукти - Изисква достъп до компютър или друго подходящо устройство (таблет, смартфон) - Дизайнът и възможностите са ограничени и зависят от характеристиките на софтуерния продукт. |

Софтуерните инструменти за създаване на мисловни карти могат да се обособят в две категории – безплатни и платени.
По-долу е приложен списък с най-известните софтуерни инструменти:
- Безплатни инструменти
  - FreeMind – декстоп приложение, с богат набор от инструменти
  - MindRaider – декстоп приложение, мощно средство за организиране на информация по определена тема, планове, бизнес планове, постъпкови описания на дейности, тематично обединени препратки към различни сайтове, позволява търсене из идеите.
  - MindMeister – уеб базиран инструмент с безплатна базова версия, предлага брейнсторминг в реално време
  - Mind42 – уеб базиран инструмент, позволяващ създаване на семпли, стегнати и схематични мисловни карти с дървовидна структура
  - Freeplane – мощен, безплатен десктоп инструмент, преработен и подобрен вариант на FreeMind
  - Dabbleboard – семпла уеб базирана бяла дъска за генериране на идеи и мозъчна атака
  - Twiddla – уеб приложение, което напомня бяла дъска върху която може да се драскаш, рисува, пише и работи в екип с други потребители.
  - Visual Understanding Environment (VUE) – проект с отворен код, замислен като помощник в обучението и научните изследвания, предоставя гъвкава визуална среда за структуриране, представяне и споделяне на цифрова информация в графичен вид.
  - Cytoscape – платформа с отворен код, софтуер за визуализиране на сложни мрежи и интегриране на таблични и графични данни под формата на мисловни карти, първоначално създадена за биологични изследвания, но се ползва като обща платформа за създаване, анализи и визуализация на сложни мрежи.
  - Cayra – лесно за употреба безплатно приложение за мисловни карти, подходящо за управление на проекти и процеси, позволява комбиниране на снимки, хипер връзки, линкове към файлове и дати, позволява създаване на няколко мисловни карти на една страница.
  - Coggle – лесен за използване минимилистичен онлайн инструмент за създаване на мисловни карти, проектирането на дадена ваша идеи или план, готовата карта може да се споделя онлайн с други потребители с опции за разглеждане и редактиране.
- Платени инструменти
  - iMindMap – платено десктоп приложение с безплатна демо версия, създадено от Тони Бузан. Използва се за управление на проекти в големи компании като НАСА, Уолт Дисни, Майкрософт, Интел, Боинг, както и много училища с цел подобряване и ускоряването на обучението.
  - MindJet MindManager – високопрофесионално десктоп приложение за мисловни карти от по-високо ниво, предназначен за бизнес цели, предлага информационни карти, интерактивни табла, онлайн диаграми, интеграция с Microsoft Office
  - XMind – десктоп приложение, предлага се в безплатна и платена версия
  - Mindomo – уеб базиран инструмент и десктоп приложение, предлага се в безплатна и платена версия, подходящ за управление и планиране на проекти
  - MindMapper professional – високоефективно десктоп приложение за генериране, структуриране и класифициране на идеи, процеси и задачи, помощно средство при проучването на пазари, организации, разрешаването на проблеми и вземането на решения.
  - MindView Business – професионален софтуер за мисловно картиране, който позволява визуализиране на мозъчна атака и организиране и представяне на идеи, интеграцията му с Microsoft Office прави превръщането на идеи в действие още по-бързо и лесно, има мощни опции за сътрудничество и управление на проекти.
  - MindGenius – високофункционален бизнес софтуер за мисловни карти, с повече от 600 000 потребители в целия свят, с множество бизнес функционалности за управление на задачи, включително и добавяне на приоритети към тях, интеграция с Microsoft PowerPoint, Excel, Word и Adobe Reader.
  - SmartDraw – десктоп приложение, което автоматизира и улеснява създаването на мисловни карти, графики и диаграми, включва специализирани шаблони за 70 различни визуализации.
  - Creately – уеб и десктоп приложение, което може да се използва във всички сектори и дейности, от физически лица и бизнес екипи, имащи нужда от приложение за лесно създаване на схеми, диаграми, схеми, UML диаграми, мисловни карти, с богат набор от графики и символи и възможност за работа в екип. Безплатна онлайн базова версия за един потребител и платена версия с по-богата функционалност и работа в екип с няколко потребителя.
  - ConceptDraw Mindmap professional – мощно приложение за бизнеса и лична употреба, позволяващо висока производителност, техники за брейнсторминг и лесно сътрудничество при работа в екип, визуална организация и достъп до информация на физически лица и организации.
  - DropMind – уеб и десктоп приложение за организиране на информация, планиране и мозъчна атака, създаване на дървовидна структура и органични мисловни карти, интеграция с Microsoft Office, множество допълнителни опции за форматиране и експортиране на презентации, интеграция с SharePoint и Facebook, многоезикова платформа.
  - Inspiration – десктоп приложение за по-ефективно разбиране, визуализиране и развиване на идеи, помощник в обучението, позволява мозъчна атака, структуриране на мисловния процес и графичното им представяне за по-добро разбиране чрез диаграми и карти, позволява възможност за директно създаване на презентации от организираната информация.
  - NovaMind – приложение за водене на бележки, мозъчна атака, планиране на проекти, изготвяне на презентации, списъци и планове, с интуитивен интерфейс и библиотека с над 3000 графични елемента, прикачване на файлове, интеграция с Microsoft Powerpoint, поддържа създаване на множество мисловни карти в един документ.
  - PersonalBrain – предлага се в базова безплатна версия, Core Edition и професионална версия, предоставя свързване на идеи чрез динамичен визуален интерфейс и предлага множество сценарии за използването му.
  - EdrawMax – универсално десктоп приложение за графично представяне на информация, с повече от 4600 векторни символи и графики и множество готови шаблони
  - Visual Mind 11 Business – предоставя бърз и лесен обмен на идеи и информация между отделни потребители, позволява сътрудничество в реално време между няколко души

Цените платените инструменти варират в диапазона € 100 – 400 и зависят от типа на приложението (бизнес, професионално, учебно) и предлаганите
допълнителни модули и опции към него.

## Търговска марка
Словосъчетанието „мисловна карта“ („mind map“) е запазена търговска марка на компанията на Тони Бюзан за използване за целите на образователни курсове за личностно развитие и усъвършенстване във Великобритания  и САЩ United States.